# Ria de Bilbao
Pour les articles homonymes, voir Bilbao (homonymie).

La Ria de Bilbao (appelée aussi Ria du Nervion ou de l'Ibaizabal) est l'embouchure que forme le système des rivières Nervion et Ibaizabal, ainsi que ses derniers affluents, à son embouchure dans la Golfe de Gascogne (ou mer Cantabrique). Elle traverse Bilbao, divisant la ville en deux : à droite, le Casco Viejo (vieille ville) ou Las Siete Calles ou Zazpi Kaleak (signifiant "sept rues" en espagnol et basque) et, à gauche, l'Ensanche (l'Extension).
En passant la juridiction de Bilbao, elle se prolonge de 14 km jusqu'à son embouchure dans la mer, dans la commune de Santurtzi.

## Hydrologie
Les eaux du Nervion - Ibaizabal forment un aber (ría en espagnol) arrivant au niveau de la mer à Bilbao, jusqu'à la hauteur du quartier Bilbaino (gentilé de Bilbao) de la Peña.
Les affluents qu'il reçoit à partir de ce point adoptent également la forme de petites rias. Ce sont :
- Ruisseau de Bolintxu.
- rivière Kadagua, qui reçoit les sous-affluents :
  - marais et rivière Ordunte.
  - rivière Herrerías.
  - rivière Llanteno-Ibalzibar.
  - rivière Arceniega.
  - rivière Artxola.
  - courant Otxaran.
  - courant Ganekogorta.
  - courant Nocedal.
  - courant Azordoyaga.
- rivière Asua, qui reçoit les sous-affluents :
  - courant de Derio.
  - courant de Loiu (Lujua).
- rivière Galindo, qui reçoit les sous-affluents :
  - rivière Castaños.
  - courant Ballonti.
- rivière Gobelas, qui reçoit les sous-affluents :
  - Eguzkitza.
  - Udondo.

## Histoire
L'histoire actuelle de la capitale biscaïenne et de la ria se trouvent fortement liées : Bilbao est née là où l'aber commençait à être navigable et où existait un pont qui la traversait. Les premières traces de population ont été enregistrées durant l'année 1075, avec un groupe de pêcheurs qui se réunissait autour de la petite église dans le territoire de Santurtzi. Les activités commerciales maritimes se sont alors développées très rapidement tout au long du Moyen Âge, en même temps que la fondation de la ville de Bilbao en 1300 et de Portugalete en 1322. Durant les siècles suivants, le port a été consolidé comme le plus important centre commercial de la Seigneurie de Biscaye, dirigeant ses activités d'abord avec le reste du continent européen, et plus tard avec les colonies américaines.

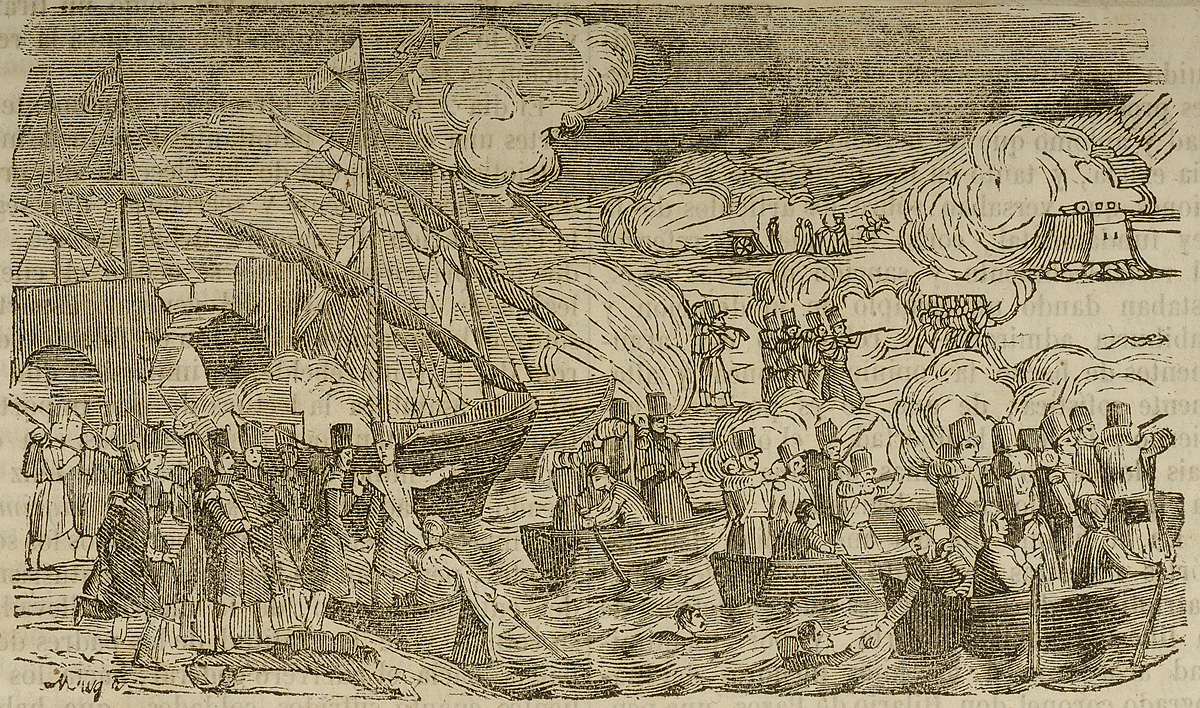
Bataille de Luchana, durant la Première Guerre carliste, entre les municipalités de Bilbao et Erandio.

Au XIXe siècle Bilbao s'est retrouvé saturé d'habitants et sans place pour se développer. D'où l'Ensanche (Extension) de la ville sur la rive gauche de la ria, en ajoutant l'Elizate voisine d'Abando, en 1872, sous la supervision de l'architecte Severino Achúcarro et les ingénieurs Pablo Alzola et d'Ernesto de Hoffmeyer. Le développement de l'industrie minière dans les proches montagnes de Miribilla et de Triano a favorisé l'industrie métallurgique qui s'est installée autour du bras de mer, ce qui a entraîné l'enrichissement puissant de la région.
Jusqu'au milieu du XXe siècle, les déchets, tant industriels qu'urbains, étaient rejetés dans les eaux de la Ría la contaminant. Depuis les années 1980 on met en œuvre des projets de rénovation et d'assainissement qui, en plus de purifier les eaux, embellissent leurs rives. Le plan d'assainissement a obtenu un taux d'oxygénation qui aujourd'hui tourne autour de 60 %.
La ria a transformé l'axe de développement urbain et touristique de la ville. La réorganisation des zones abandonnées après la reconversion industrielle, l'aménagement de ses rives, avec la construction de nouveaux bâtiments devenus  emblématiques et la création de promenades.
En juin 2006, la date du 22 juin a été officiellement déclaré l'Itsadarra Eguna, Jour de la Ría, et est célébré annuellement.

## Les rives

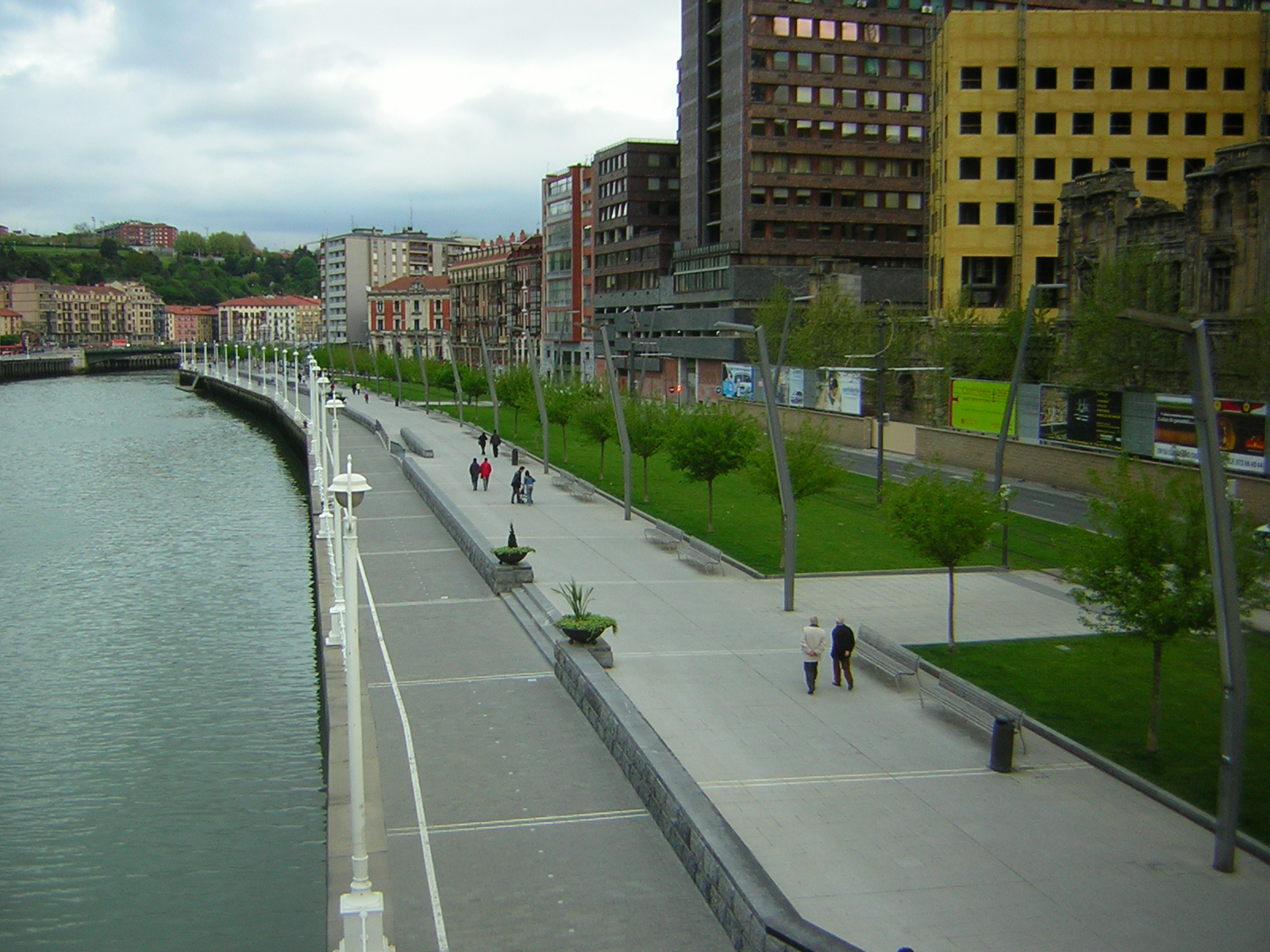
Paseo de Uribitarte (Bilbao).

Il y a longtemps les rives gauche et droite du cours inférieur de l'aber, aux alentours de Bilbao, étaient opposées quant à leurs caractéristiques sociales : la droite était résidentielle et la gauche, industrielle et ouvrière. À Bilbao, la différence réside dans le fait que la rive droite conserve sa valeur historique, la gauche, complètement renouvelée, s'est transformée en centre économique de la ville, avec son épicentre dans la Gran Vía Lopez de Haro et la Plaza Moyúa. Les deux rives ont éprouvé un développement urbain impressionnant, avec des lieux intéressants destinés aux usagers locaux et aux visiteurs.

### Rive droite

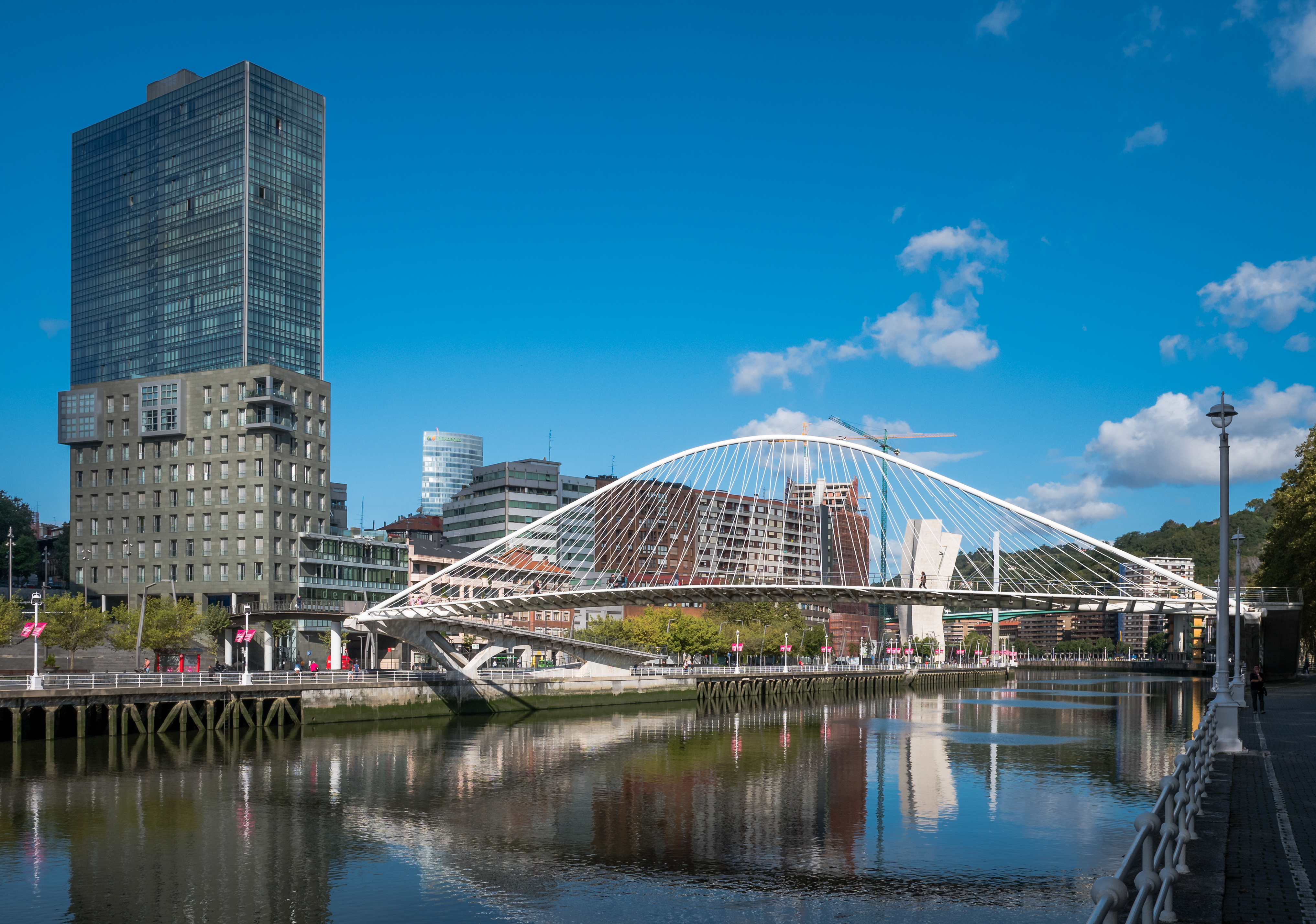
Zubizuri.

Dans le territoire de Bilbao on peut observer la tour de la cathédrale et l'église San Antón est érigée à quelques mètres des eaux. Par la suite on trouve le Mercado de la Ribera, le Théâtre Arriaga, la mairie et la promenade du Campo de Volantín. Le bâtiment de l'Université de Deusto est érigé sur l'Avenida de las Universidades.
Plus bas apparaissent les communes d'Erandio et Leioa, qui tout au long des XIXe et XXe siècles ont perdu une partie de leur terrain rural pour abriter des industries et des logements de travailleurs.
À Getxo, le quartier de Rømø a eu un caractère ouvrier semblable, tandis que dans ceux de Neguri et Las Arenas on peut apprécier quelques demeures fastueuses de la bourgeoisie basque.

### Rive gauche
Sur la rive gauche, dans le territoire de Bilbao on trouve Abando, Indautxu et Zorrotza.
La gare de Santander, les promenades d'Uribitarte et Abandoibarra sont parcourues par l'tram électrique écologique et arrivent au fameux Musée Guggenheim (Bilbao), symbole de la nouvelle ère de la ville. Par la suite, le complexe centre commercial Zubiarte offre la possibilité d'achats, de la gastronomie et des salles de cinéma. Le Palais Euskalduna ensuite, et plus tard des hôtels luxueux comme l'hôtel Sheraton de Bilbao et parcs. Finalement, le Musée Maritime Ría de Bilbao offre des expositions relatives au passé lié à la mer de cette ville.
Plus au nord les communes de Barakaldo, Sestao et Portugalete et, dans l'embouchure, Santurtzi et Zierbena.

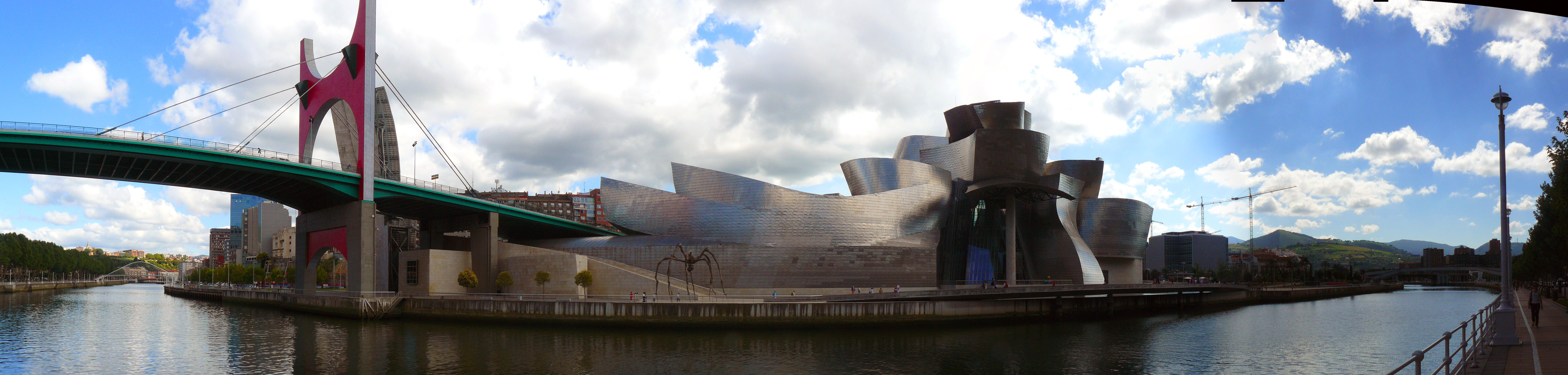
Vue panoramique de la rive gauche, avec le Musée Guggenheim au centre.

## Inondations
La situation de la ville de Bilbao dans un méandre de la rivière située entre des montagnes l'a rendue vulnérable aux nombreuses crues qu'elle a subies dans son histoire, aguaduchus dans le dialecte local.
La dernière, importante, s'est produite en août 1983 : le Nervion, tout comme d'autres rivières de la corniche cantabrique, a souffert de fortes crues après de forts orages, avec un débit de 600 l par m2, équivalent à une épaisseur d'eau de 60 cm. Le 26 août la ria a débordé en pleine fête de Aste Nagusia. L'eau a atteint trois mètres à Basauri et jusqu'à cinq mètres à Bilbao. Plus d'une centaine de communes du Pays basque, région cantabrique, Navarre et Burgos, ont été déclarées zones sinistrées. 34 personnes ont perdu la vie et cinq portées disparues. Les pertes financières ont été estimées à (50 000 000€) à Bilbao et (163 000 000€) pour tout le Pays basque.